# چراغ‌کوسه جنوبی
چراغ‌کوسه جنوبی (نام علمی: Etmopterus granulosus) نام یک گونه از راسته خاردارکوسه‌سانان است.